# Оккупация Греции странами «оси»
Оккупации Греции странами «оси» (греч. Η Κατοχή) началась в апреле 1941 года после того, как нацистская Германия вторглась в Грецию, чтобы помочь своему союзнику, фашистской Италии, которая была в состоянии войны с Грецией с октября 1940 года. После завоевания Крита вся Греция была оккупирована к июню 1941 года. Оккупации материковой части продолжались до тех пор, пока Германия и её союзник Болгария не были вынуждены отступить под давлением Союзников в начале октября 1944 года. Тем не менее, немецкие гарнизоны оставались на Крите и других островах Эгейского моря, пока после окончания Второй мировой войны в Европе они не сдали эти острова в мае-июне 1945 года.
Фашистская Италия объявила войну и вторглась в Грецию в октябре 1940 года, но греческой армии первоначально удалось оттеснить силы захватчика в соседнюю Албанию, тогда итальянский протекторат. Нацистская Германия была вынуждена вмешаться на стороне своего союзника. В то время как большая часть греческой армии дислоцировалась на албанском фронте, чтобы отбиваться от итальянских контратак, в апреле 1941 года начался стремительный немецкий блицкриг, и к июню Греция потерпела поражение. Как результат, правительство Греции ушло в изгнание, а в стране было создано коллаборационистское марионеточное правительство «оси». Кроме того, греческая территория была разделена на оккупационные зоны в ведении держав «оси». Немцы взяли под управление наиболее важные регионы страны, в том числе Афины, Салоники и наиболее стратегически важные острова Эгейского моря. Другие регионы страны были отданы германским союзникам, Италии и Болгарии.
Оккупация разрушила греческую экономику и привела к ужасным гуманитарным последствиям. Она привела к колоссальному разрушению промышленности (80 % которой было уничтожено), инфраструктуры (28 % уничтожено), портов, дорог, железных дорог и мостов (90 %), лесных и других природных ресурсов (25 %) и потерям среди гражданского населения (7.02 % — 11,17 % граждан). Только в Афинах более 40 000 мирных жителей погибли от голода, десятки тысяч человек погибли из-за репрессий со стороны нацистов и коллаборационистов. В то же время было сформировано греческое сопротивление. Группы сопротивления начали партизанские вылазки против оккупационных держав, сражались с коллаборационистскими батальонами безопасности и создали большую шпионскую сеть. К концу 1943 года группы сопротивления начали борьбу между собой. После освобождения материковой части страны в октябре 1944 года Греция оказалась в состоянии крайней политической поляризации, которая вскоре привела к началу гражданской войны. Последующая гражданская война дала возможность многим видным нацистским коллабораторам не только избежать наказания (из-за их антикоммунизма), но и в итоге стать правящим классом послевоенной Греции, после поражения коммунистов.